# Sztuczny stan
Sztuczny stan (ang. Artificial Condition) – nowela amerykańskiej pisarki Marthy Wells, wydana w 2018 r. Druga część cyklu Pamiętniki Mordbota. Polskie tłumaczenie ukazało się w 2023 nakładem Wydawnictwa Mag w tłumaczeniu Marka Pawelca wraz z pierwszą nowelą cyklu, Wszystkie wskaźniki czerwone.
Utwór został nagrodzony w 2019 nagrodą Hugo oraz nagrodą Locusa za najlepsze opowiadanie.

## Fabuła
Jednostka ochroniarska postanawia wyjaśnić swą mroczną przeszłość, którą tylko niejasno kojarzy. Musi się dostać do kolonii górniczej, gdzie kiedyś służył, i gdzie wymordował wielu ludzi, co doprowadziło do wymazania jego pamięci. Udaje się to dzięki współpracy ze sztuczną inteligencją kierującą statkiem kosmicznym. By dostać się do kolonii Mordbot podejmuje pracę jako konsultant ds. bezpieczeństwa oszukanej grupy naukowców. Na miejscu okazuje się, że incydent w kopalni był winą sabotażu w kierującej pracami korporacji.

## Ekranizacja
W lipcu 2025 Apple TV+ poinformowało o decyzji przedłużenia, emitowanego od maja 2025 serialu Pamiętniki Mordbota. Drugi sezon będzie prawdopodobnie ekranizacją noweli Sztuczny stan. 